# Federazione calcistica della Scozia

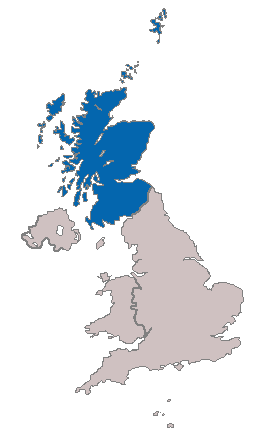
La giurisdizione della SFA

La Scottish Football Association o SFA è l'organismo di governo del calcio scozzese, e una delle quattro Home Nation, le federazioni storiche del calcio britannico e mondiale; insieme alle federazioni inglese, gallese e nordirlandese codificò nel 1882 le regole del gioco del calcio e costituì l'IFAB, l'organismo deputato alla custodia e alla modifica di dette regole. È in capo alla SFA anche la gestione delle selezioni nazionali che rappresentano la Scozia nei tornei internazionali.
Dopo quella inglese, la federazione calcistica scozzese è la più antica del mondo, essendosi costituita nel 1873. Aderì alla FIFA nel 1906 per poi uscirne, insieme alle altre Home Nation britanniche, nel 1928 per divergenze sul trattamento dei calciatori riguardo al loro status di professionisti o, alternativamente, di dilettanti. Sempre insieme alle altre tre federazioni del Regno Unito rientrò nel massimo organismo calcistico mondiale nel 1946 e, per celebrare l'evento, le fu dato compito di organizzare a Glasgow nel 1947 un incontro tra una rappresentativa unificata della Gran Bretagna e una del Resto d'Europa al fine di finanziare la FIFA, in difficoltà economiche dopo la guerra. La SFA è anche membro dell'UEFA.
La sede della federazione è a Glasgow, ad Hampden Park, sede anche dello stadio delle partite casalinghe della Scozia.
Attualmente il presidente della federazione calcistica scozzese è George Peat e il responsabile delle squadre nazionali è Alex McLeish, che ha sostituito Walter Smith nel gennaio 2007.

## Storia
La Scottish Football Association fu fondata il 21 marzo 1873 su iniziativa di otto club che si erano riuniti otto giorni prima al Dewar's Hotel. Gli otto membri fondatori furono il 3rd Lanarkshire Rifle Volunteers, il Clydesdale, il Dumbreck, l'Eastern, il Granville, il Kilmarnock, il Queen’s Park e il Vale of Leven.

Questi otto club, fondando l'associazione, stabilirono che:
Curiosamente, sei delle otto squadre non sono più attive: quattro si sciolsero prima del 1885 (Clydesdale nel 1881, Dumbreck nel 1879, Eastern nel 1885 e Granville nel 1878), il Vale of Leven nel 1929 (anche se attualmente esiste una società omonima) e il Third Lanark nel 1967.

## Squadre nazionali
Come molti organismi analoghi, la SFA è responsabile dell'organizzazione delle varie selezioni nazionali che rappresentano la Scozia nei tornei internazionali. Oltre alla Nazionale maggiore maschile, la SFA gestisce la Nazionale B, l'Under-21 l'Under-19, l'Under-18 e l'Under-17. Per quanto riguarda il calcio femminile, la SFA gestisce la Nazionale femminile scozzese maggiore e quella Under-19.

## Attività di club
Compete alla SFA l'organizzazione della Coppa di Scozia, equivalente della Coppa d’Inghilterra e della Coppa Italia. Alla competizione partecipano ogni anno oltre 100 squadre: le 42 professionistiche, le 34 semiprofessioniste, e altre provenienti dalle serie inferiori amatoriali.
L'organizzazione dei campionati professionistici è demandata alla Scottish Professional Football League. Alla federazione è demandato il compito di fornire gli arbitri per i tornei che si svolgono sotto la sua ègida.